# Proces załogi Mauthausen-Gusen przed Trybunałem w Klagenfurcie
Proces załogi Mauthausen-Gusen przed Trybunałem w Klagenfurcie – jeden z wielu procesów członków personelu hitlerowskiego obozu koncentracyjnego Mauthausen-Gusen, które po zakończeniu II wojny światowej toczyły się przed trybunałami alianckimi (patrz procesy załogi Mauthausen-Gusen przed Trybunałem Wojskowym w Dachau). Proces odbył się w dniach 2 września–10 listopada 1947 przed brytyjskim Trybunałem Wojskowym w Klagenfurcie i dotyczył zbrodni popełnionych w podobozie Loibl-Pass.
Proces odbywał się w wielkiej sali klagenfurckiego sądu. Na ławie zasiadło 12 byłych członków załogi obozu Mauthausen (w tym dziesięciu esesmanów i dwóch więźniów funkcyjnych), którzy pełnili służbę w podobozie Loibl-Pass. Wśród oskarżonych znalazł się zbrodniczy lekarz SS dr Siegbert Ramsauer, odpowiedzialny za pseudoeksperymenty medyczne dokonywane na więźniach obozu. Oskarżonym postawiono zarzuty udziału w mordowaniu i maltretowaniu więźniów wielu narodowości na terenie obozu Mauthausen-Gusen i w licznych jego podobozach. Wystąpienia prokuratorów wraz z przedstawieniem materiału dowodowego trwały od 2 do 22 września, następnie głosu udzielono obronie. Postępowanie dowodowe zakończyło się 10 października, a wyroki ogłoszono 10 listopada 1947. Dwóch oskarżonych skazano na śmierć, jednego na dożywocie, siedmiu na terminowe kary pozbawienia wolności (od 20 do 3 lat) a pozostałych dwóch uniewinniono.

## Wyrok brytyjskiego Trybunału Wojskowego w procesie załogi Loibl-Pass
| Oskarżony          | Stopień             | Funkcja                                      | Wyrok                                                   |
| ------------------ | ------------------- | -------------------------------------------- | ------------------------------------------------------- |
| Jakob Winkler      | SS-Hauptsturmführer | komendant podobozu                           | śmierć przez powieszenie (wyrok wykonano 10 marca 1948) |
| Walter Brietzke    | SS-Oberscharführer  | kierownik komanda więźniarskiego w podobozie | śmierć przez powieszenie (wyrok wykonano 10 marca 1948) |
| Siegbert Ramsauer  | SS-Hauptsturmführer | lekarz w podobozach                          | dożywocie                                               |
| Karl Sachse        | SS-Unterscharführer | Rapportführer w podobozie                    | 20 lat pozbawienia wolności                             |
| Paul Gruschwitz    | SS-Oberscharführer  | zastępca komendanta podobozu                 | 12 lat pozbawienia wolności                             |
| Hugo Köbernik      | SS-Unterscharführer | nieznana                                     | 9 lat pozbawienia wolności                              |
| Max Skirde         | więzień funkcyjny   | starszy bloku w podobozie                    | 6 lat pozbawienia wolności                              |
| Otto Bindrich      | SS-Unterscharführer | nieznana                                     | 5 lat pozbawienia wolności                              |
| Johann Gärtner     | więzień funkcyjny   | kapo w podobozie                             | 4 lata pozbawienia wolności                             |
| Friedrich Porschel | SS-Unterscharführer | nieznana                                     | 3 lata pozbawienia wolności                             |
| Robert Flaig       | SS-Unterscharführer | nieznana                                     | uniewinniony                                            |
| Franz Kessner      | SS-Unterscharführer | nieznana                                     | uniewinniony                                            |

22 lutego 1948 wyrok zatwierdził głównodowodzący okupacyjnych wojsk brytyjskich w Austrii. Oba wyroki śmierci wykonano przez powieszenie 10 marca 1948. Większość skazanych zwolniono z więzienia w Boże Narodzenie roku 1951. Jedynie Ramsauer opuścił je w marcu 1954.